# Corrado Zambelli
Corrado Zambelli (Bondeno, 3 giugno 1897 – Bologna, 1º settembre 1974) è stato un basso italiano.

## Biografia
Studiò con Alessandro Vezzani al liceo musicale di Bologna, debuttando nel 1924 a Vigevano come Sparafucile in Rigoletto.
Seguirono, già nell'anno successivo, i debutti alla Scala e alla Fenice di Venezia, a cui si aggiunsero presenze nei maggiori teatri italiani, tra cui Napoli, Firenze, Torino, Bologna, Genova, Arena di Verona. Condusse anche una carriera internazionale, partecipando all'inizio degli anni trenta a tour in Australia e Paesi Bassi e apparendo successivamente a Rio de Janeiro e San Paulo. Negli anni 1938 e 39 fu presente alla Royal Opera House di Londra in ruoli come Ferrando, Timur, Sparafucile.
Dopo il ritiro dalle scene all'inizio degli anni cinquanta svolse una lunga attività di insegnante di canto a Bologna, avendo tra i suoi allievi Anselmo Colzani.

## Discografia
- Ernani, con Antonio Melandri, Iva Pacetti, Gino Vanelli, dir. Lorenzo Molajoli - Columbia 1930
- Il trovatore, con Francesco Merli, Bianca Scacciati, Enrico Molinari, Giuseppina Zinetti, dir. Lorenzo Molajoli - Columbia 1930
- La favorita, con Giuseppina Zinetti, Christy Solari, Carmelo Maugeri, dir. Lorenzo Molajioli - Columbia 1930
- La Gioconda, con Giannina Arangi Lombardi, Alessandro Granda, Gaetano Viviani, Ebe Stignani, dir. Lorenzo Molajioli - Columbia 1931
- Rigoletto, con Carlo Tagliabue, Lina Pagliughi, Beniamino Gigli, dir. Vittorio Gui - dal vivo Londra 1938 ed. MDP/Ember
- Aida, con Maria Caniglia, Beniamino Gigli, Ebe Stignani, Armando Borgioli, dir. Thomas Beecham - dal vivo Londra 1939 ed. Eklipse/Arkadia
- Il trovatore, con Jussi Björling, Gina Cigna, Mario Basiola, Gertrud Wettergren, dir. Vittorio Gui - dal vivo Londra 1939 ed. GOP

## Repertorio
| Ruolo                      | Titolo                          | Autore      |
| -------------------------- | ------------------------------- | ----------- |
| Rodolfo                    | La sonnambula                   | Bellini     |
| Oroveso                    | Norma                           | Bellini     |
| Nourabad                   | I pescatori di perle            | Bizet       |
| Mefistofele                | Mefistofele                     | Boito       |
| Končak                     | Il principe Igor'               | Borodin     |
| Rodolfo                    | Loreley                         | Catalani    |
| Principe di Bouillon       | Adriana Lecouvreur              | Cilea       |
| Raimondo                   | Lucia di Lammermoor             | Donizetti   |
| Callistene                 | Poliuto                         | Donizetti   |
| Baldassarre                | La favorita                     | Donizetti   |
| Lucifero/Re di Brabante    | Asrael                          | Franchetti  |
| Roucher                    | Andrea Chénier                  | Giordano    |
| Cirillo                    | Fedora                          | Giordano    |
| Don Fabbiano               | Mese mariano                    | Giordano    |
| Conte Rodrigo              | Lo schiavo                      | Gomes       |
| Mefistofele                | Faust                           | Gounod      |
| Il Vescovo                 | Palla de' Mozzi                 | Marinuzzi   |
| McGregor                   | Guglielmo Ratcliff              | Mascagni    |
| Il Cieco                   | Iris                            | Mascagni    |
| Pantalone de' Bisognosi    | Le maschere                     | Mascagni    |
| L'Orco                     | Il piccolo Marat                | Mascagni    |
| Antonio                    | Lodoletta                       | Mascagni    |
| Basilio                    | Nerone                          | Mascagni    |
| Conte Des Grieux           | Manon                           | Massenet    |
| Don Pedro Grand Inquisitor | L'africana                      | Meyerbeer   |
| Pimen Varlaam              | Boris Godunov                   | Musorgskij  |
| Il cieco di Kinnereth      | Debora e Jaele                  | Pizzetti    |
| Alvise Badoero             | La Gioconda                     | Ponchielli  |
| Colline                    | La bohème                       | Puccini     |
| Timur                      | Turandot                        | Puccini     |
| Un curato                  | La campana sommersa             | Respighi    |
| Don Basilio                | Il barbiere di Siviglia         | Rossini     |
| Il vecchio ebreo           | Sansone e Dalila                | Saint-Saëns |
| Nazzareno                  | Salomè                          | Strauss     |
| Don Ruy Gomez              | Ernani                          | Verdi       |
| Wurm                       | Luisa Miller                    | Verdi       |
| Sparafucile                | Rigoletto                       | Verdi       |
| Ferrando                   | Il trovatore                    | Verdi       |
| Samuel Tom                 | Un ballo in maschera            | Verdi       |
| Grand Inquisitor           | Don Carlo                       | Verdi       |
| Ramfis                     | Aida                            | Verdi       |
| Lodovico                   | Otello                          | Verdi       |
| Pistola                    | Falstaff                        | Verdi       |
| Enrico l'Uccellatore       | Lohengrin                       | Wagner      |
| Hermann                    | Tannhäuser                      | Wagner      |
| Fasolt                     | L'oro del Reno                  | Wagner      |
| Hunding                    | La Valchiria                    | Wagner      |
| Fritz Kothner Veit Pogner  | I maestri cantori di Norimberga | Wagner      |
| Fafner                     | Sigfrido                        | Wagner      |
| Hagen                      | Il crepuscolo degli dei         | Wagner      |